# مروان سيدة
مروان سيدة لاعب كرة قدم سوري من مواليد اللاذقية.
درس الابتدائية في مدرسة الشهداء ثم انتقل إلى الاعدادية في مدرسة شكري حكيم.
- لعب لنادي حطين من 2001/2008.
- لعب لنادي الطليعة في 2008.
- لعب لنادي الكرامة من 2008/2009.
- لعب لنادي جبلة من 2009/2010.[1]
- لعب لنادي بيليتا باندونغ جايا الأندونيسي 2010 سجل للنادي 5 أهداف.
- لعب لنادي بي اس ام مكاسار الأندونيسي 2010/2011 سجل للنادي 14 هدف.
- لعب لنادي بييرسيكريس جريسك الأندونيسي 2011/2012 سجل للنادي 7 أهداف.[2]
- لعب لنادي باليتا باندينغ الأندونيسي 2013/2014 سجل للنادي 9 أهداف.[3]
- لعب لنادي صباح الماليزي موسم 2014/2015.